# Zerniasfließ
Das Zerniasfließ ist ein Kanal und orographisch linker Zufluss der Spree auf der Gemarkung der
Gemeinde Schlepzig im Landkreis Dahme-Spreewald in Brandenburg.

## Verlauf
Der Kanal beginnt südwestlich von Schlepzig. Rund 150 m nördlich des Inselteichs zweigt er in nordnordöstlicher Richtung ab. Nach rund 320 m führt von Westen die Quasspree West und von Osten die Quasspree Ost zu. Der Kanal schwenkt in nördlicher Richtung und fließt westlich am Schlepziger Wohnplatz Buschmühle vorbei. Hier befindet sich eine Staustufe. Nach rund 150 m unterquert das Fließ die Landstraße 421, die in diesem Bereich in West-Ost-Richtung verläuft. Anschließend fließt es über eine Länge von rund 980 m in nördlicher Richtung. Westlich ist eine Niederungsfläche, über die überschüssiges Wasser in den westlich verlaufenden Schiwanstrom ablaufen kann. Östlich befindet sich ein Altarm, der über einen Meliorationsgraben in nördlicher Richtung in die Spree entwässert. Das Fließ passiert den westlich gelegenen Schlepziger Wohnplatz Forsthaus Buchenhain. Nördlich hiervon kann überschüssiges Wasser aus dem Schiwastrom über die Schnelle Kathrin zurück in das Fließ geleitet werden. Nach rund 480 m in nördlicher Richtung entwässert von Norden das Lehmanns-Fließ. Das Zerniasfließ schwenkt in nordöstliche Richtung und entwässert nach rund 380 m in die Spree.

## Geschichte und Nutzung
Das Fließ wurde um 1910 errichtet. Um den Wasserstand zu steuern und zu richten, entstand zwischen 1987 und 1989 im Staugürtel Schlepzig ein Wehr mit Schleuse und Fischtreppe. Das Fließ dient als Hauptroute für den motorisierten Bootsverkehr durch den Unterspreewald und ist neben der Wasserburger Spree und dem Puhlstrom einer der drei Hauptwasserläufe im Unterspreewald. Weiterhin wird der Kanal für den Angelsport und die Berufsfischerei genutzt.
Um die ökologische Durchgängigkeit zu verbessern, wurde bis Februar 2017 für rund 1,3 Millionen Euro ein Ersatzneubau mit einer Fischtreppe in Form eines Vertical-Slot-Passes errichtet. Über zehn Becken wurde damit die Differenz zwischen Ober- und Unterwasser von 0,9 bis 1,2 Meter gleichmäßig abgebaut, um Hechte und Barben eine stromaufwärts gerichtete Wanderung zu ermöglichen. Die Becken sind drei Meter lang, 2,25 m breit und mit einem 30 cm breiten Schlitz versehen.